# Vela nos Jogos Pan-Americanos de 2023 - Sunfish feminino
A classe Sunfish feminino da vela nos Jogos Pan-Americanos de 2023 foi disputada entre 28 de outubro e 4 de novembro de 2023 na Confraria Náutica do Pacífico, em Algarrobo. Um total de 10 velejadoras, cada uma representando um Comitê Olímpico Nacional (CON), participaram do evento.

## Calendário
Horário local (UTC−3).
| Data          | Hora  | Fase             |
| ------------- | ----- | ---------------- |
| 28 de outubro | 16:26 | Regatas 1 e 2    |
| 30 de outubro | 16:44 | Regatas 3, 4 e 5 |
| 31 de outubro | 14:01 | Regata 6         |
| 1 de novembro | 16:14 | Regatas 7 e 8    |
| 2 de novembro | 13:53 | Regatas 9 e 10   |
| 4 de novembro | 12:40 | Medal Race       |

## Medalhistas
| Ouro   | PER Caterina Romero       |
| Prata  | ARU Philipine van Aanholt |
| Bronze | CHI María José Poncell    |

## Resultados
Estes foram os resultados obtidos da competição, com os descartes entre parênteses:
| Pos.              | Velejadoras           | CON                                 | Regata | Regata | Regata | Regata | Regata | Regata | Regata | Regata | Regata | Regata | Regata | Pts. Tot. | Pts. Net |
| Pos.              | Velejadoras           | CON                                 | 1      | 2      | 3      | 4      | 5      | 6      | 7      | 8      | 9      | 10     | M      | Pts. Tot. | Pts. Net |
| ----------------- | --------------------- | ----------------------------------- | ------ | ------ | ------ | ------ | ------ | ------ | ------ | ------ | ------ | ------ | ------ | --------- | -------- |
| Medalha de ouro   | Caterina Romero       | PER Peru                            | 1      | 1      | 1      | 1      | 1      | 1      | 1      | (2)    | 1      | 1      | 2      | 13        | 11       |
| Medalha de prata  | Philipine van Aanholt | ARU Aruba                           | (3)    | 3      | 2      | 2      | 2      | 3      | 3      | 3      | 3      | 2      | 6      | 32        | 29       |
| Medalha de bronze | María José Poncell    | CHI Chile                           | 2      | 2      | 3      | 4      | 4      | 2      | 2      | (6)    | 2      | 4      | 8      | 39        | 33       |
| 4                 | Sofía D'Agostino      | ARG Argentina                       | 6      | 5      | 4      | 3      | 3      | 5      | 4      | (9)    | 5      | 5      | 4      | 53        | 44       |
| 5                 | Alejandra Valdez      | MEX México                          | 4      | (7)    | 6      | 7      | 6      | 7      | 5      | 4      | 4      | 3      | 11 STP | 64        | 57       |
| 6                 | Ana Sofía Bermúdez    | COL Colômbia                        | 7      | 6      | (10)   | 6      | 8      | 6      | 6      | 1      | 6      | 9      | —      | 65        | 55       |
| 7                 | Josselyn Echeverría   | EAI Equipe de Atletas Independentes | 9      | 4      | 8      | 5      | (10)   | 8      | 8      | 5      | 7      | 8      | —      | 72        | 62       |
| 8                 | Amanda Callahan       | USA Estados Unidos                  | 8      | (10)   | 5      | 8      | 7      | 4      | 7      | 7      | 9      | 7      | —      | 72        | 62       |
| 9                 | Jaimet Ruano          | CUB Cuba                            | (10)   | 8      | 7      | 9      | 5      | 9      | 9      | 8      | 8      | 6      | —      | 79        | 69       |
| 10                | Sabrina Hernández     | VEN Venezuela                       | 5      | 9      | 9      | (10)   | 9      | 10     | 10     | 10     | 10     | 10     | —      | 92        | 82       |

Legenda
| - DSQ = Desclassificação; - DNE = Desclassificação não descartável; - DNF = Não cruzou a linha de chegada; | - DNC = Não compareceu na área de largada; - DNS = Não largou; - STP = Penalidade padrão; | - UFD = Desclassificação por bandeira "U"; - BFD = Desclassificação por bandeira preta; - OCS = Queima de largada. |